# Maître de guilde

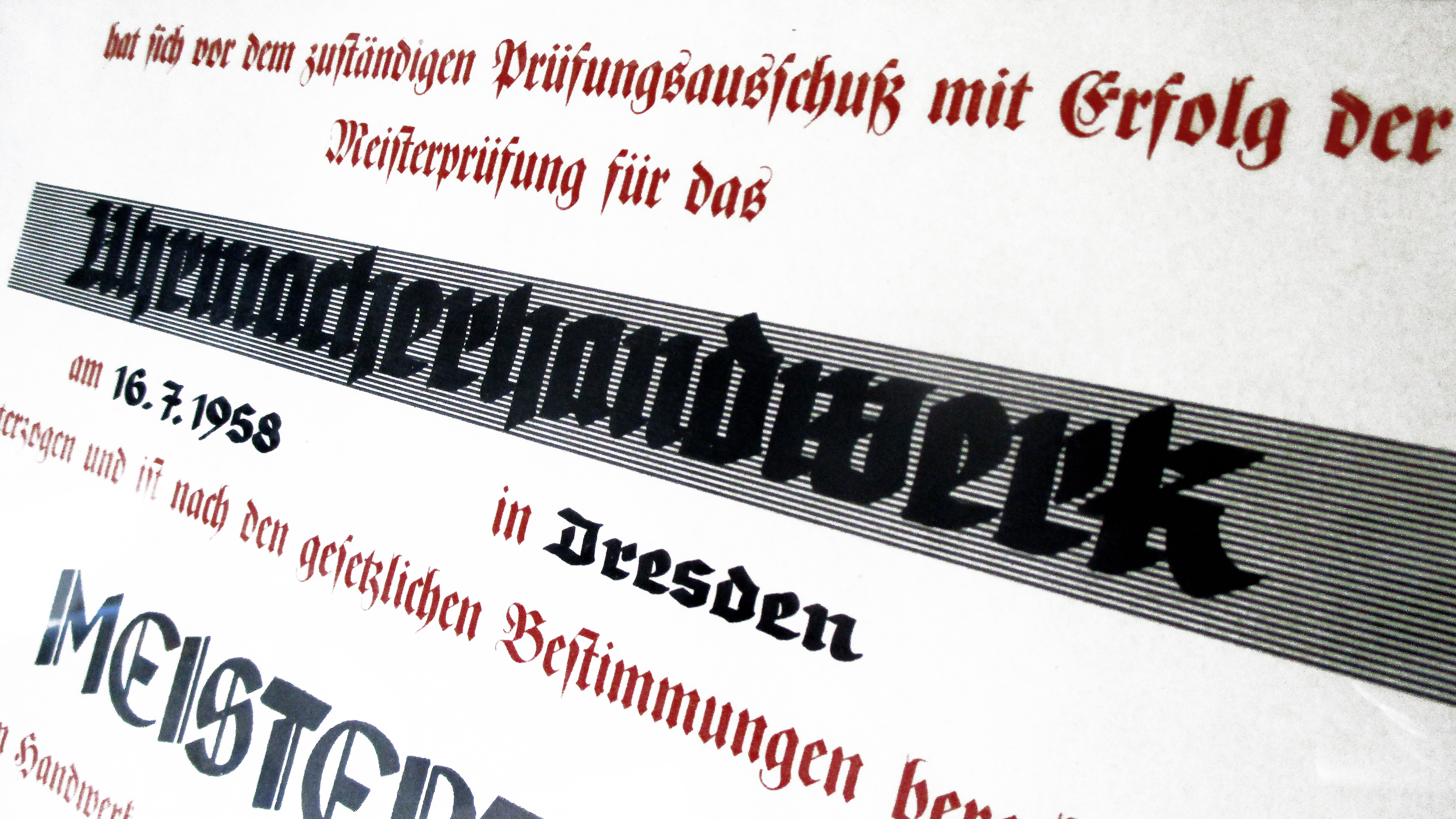
Diplôme de maître horloger décerné par la chambre des métiers de Dresde en 1958.

Un maître de guilde est un artisan arrivé au niveau le plus accompli de sa corporation.
Il dirige donc compagnons et disciples.